# Idiocerus maculicollis
Idiocerus maculicollis är en insektsart som beskrevs av Curtis 1839. Idiocerus maculicollis ingår i släktet Idiocerus och familjen dvärgstritar. Inga underarter finns listade i Catalogue of Life.